# Ise (poetka)
Ise (jap. 伊勢 Ise; ur. około 875, zm. po 937) – japońska poetka, tworząca w okresie Heian. Zaliczana do Trzydziestu Sześciu Mistrzyń Poezji i Trzydziestu Sześciu Mistrzów Poezji. Znana także jako „Ise no go” (pol. „Dama Ise”) i „Ise miyasudokoro” (pol. „partnerka Ise”).
Pochodziła z północnej gałęzi rodu Fujiwara. Jej dziadek był założycielem świątyni buddyjskiej Hōkai-ji w Hino. Ojciec, Tsugukage Fujiwara (także Tsugikage Fujiwara), był gubernatorem prowincji Ise (od której prawdopodobnie pochodzi jej przydomek) i Yamato. Służyła na dworze cesarza Udy jako dama dworu cesarzowej Fujiwary no Onshi. Znana z licznych romansów dworskich, jej kochankami byli m.in. Tokihira Fujiwara, Sadafumi Taira, a także sam cesarz Uda. Po śmierci Onshi w 907 roku związała się z księciem Atsuyoshim, z którym miała córkę Nakatsukasę, także poetkę.
Jej utwory zostały ogłoszone m.in. w Kokin wakashū (w skrócie Kokinshū, Zbiór poezji dawnej i współczesnej, 905) i Shinkokin wakashū (w skrócie Shinkokinshū, Nowy zbiór poezji dawnej i współczesnej). W sumie w cesarskich antologiach poezji opublikowano 184 wierszy autorstwa Ise. Na polecenie cesarza Murakamiego utwory Ise zostały zebrane przez Nakatsukasę w kompilacji znanej jako Ise shū. Tworzyła także poematy z przeznaczeniem na parawany byōbu; do naszych czasów zachowały się 72 byōbu z wierszami. Aktywnie uczestniczyła w konkursach poetyckich organizowanych na dworze cesarskim.